# Decorata
Decorata is een plaats (frazione) in de Italiaanse gemeente Colle Sannita, provincie Benevento, en telt ongeveer 800 inwoners.